# Aphanopus
Aphanopus is een geslacht van straalvinnige vissen uit de familie van haarstaarten (Trichiuridae). Het geslacht is voor het eerst wetenschappelijk beschreven in 1839 door Lowe.

## Soorten
- Aphanopus arigato Parin, 1994
- Aphanopus beckeri Parin, 1994
- Aphanopus capricornis Parin, 1994
- Aphanopus carbo Lowe, 1839 – Zwarte haarstaartvis
- Aphanopus intermedius Parin, 1983
- Aphanopus microphthalmus Norman, 1939
- Aphanopus mikhailini Parin, 1983